# Rudy Dhaenens
Rudy Dhaenens (10. april 1961 i Deinze – 6. april 1998 i Aalst), var en belgisk landevejscykelrytter, som huskes bedst som vinder af landevejsløbet under VM i landevejscykling i 1990 i Utsunomiya, Japan.
I tillæg har han topplaceringer i Paris-Roubaix og Flandern Rundt, og en etapesejr i Tour de France.
Til ære for Dhaenens arrangeres der hvert år et løb i Nevele i Belgien.